# Carlo Gozzi
Conde Carlo Gozzi (Veneza, 13 de dezembro de 1720 — Veneza, 4 de abril de 1806) foi um escritor da Itália.
Nascido em Veneza, veio de uma antiga família local. Seu irmão Gasparo Gozzi também foi um escritor conhecido. As dívidas de seu pai o forçaram a se manter por conta própria, e aos dezesseis anos ele se alistou no exército na Dalmácia. Após três anos, retornou a Veneza, onde ganhou reputação como escritor de peças satíricas.
Em 1757, publicou o poema satírico La tartana degli influssi per l'anno 1756. Já em 1761 foi lançada a comédia O Amor das Três Laranjas (ou Analisi riflessiva della fiaba L'amore delle tre melarance), uma paródia sob forma de conto de fadas. A peça foi muito bem sucedida, e fomentou outras obras do autor com elementos sobrenaturais ou míticos. Em 1762 escreveu Turandot, uma das peças mais belas e admiradas pelo público, transformada em ópera por Puccini.

## Principais obras
- La tartana degli influssi invisibili per l'anno bisestile 1756 (1757)
- Fiabe teatrali:
  - O Amor das Três Laranjas (1761)
  - Il corvo (1762)
  - Re cervo (1762)
  - Turandot (1762)
  - La donna serpente (1763)
  - Zobeide (1763)
  - I pitocchi fortunati (1764)
  - Il mostro turchino (1764)
  - L'augellino bel verde (1765)
  - Zeim, re de' geni (1765)
- Marfisa bizzarra (1766)
- Le droghe d'amore (1775/1776)
- Memorie inutili (1777, ma edite soltanto nel 1797)